# A-dos-Canados
A-dos-Canados era, em 1747, uma aldeia da freguesia de Santa Quitéria de Meca, comarca e termo da vila de Alenquer, Patriarcado de Lisboa, na província da Estremadura.